# لويس إزاك روبلس
لويس إزاك روبلس (بالإسبانية: Luis Isaác Robles)‏ هو لاعب كرة قدم مكسيكي في مركز حراسة المرمى، ولد في 6 مارس 1993 في سيوداد نيزاهوال كويوتل في المكسيك. لعب مع Alebrijes de Oaxaca ‏.

## وصلات خارجية
- لويس إزاك روبلس على موقع قاعدة بيانات كرة القدم.إي يو (الإنجليزية)
- لويس إزاك روبلس على موقع Soccerway.com (الإنجليزية)